# Огродники (Сейненский повет)
Огродники — село, расположенное на территории Сейненского повета, входящего в состав гмины Сейны Подляского воеводства на северо-востоке Польши. На территории села находится пограничный переход Огродники—Лаздияй. Находится в 7 км к востоку от Сейны и в 115 км от регионального центра Белостока.
В 1975—1998 годах входило в состав Сувалкского воеводства.
Согласно переписи, проводившейся в 2005 году, население села составляет 60 человек.

## География
Расположено на берегу озера Холны в регионе Восточносувалкского поозёрья, близ реки Холнянки, являющейся притоком реки Бяла Ганча, впадающей в Неман.